# Мерашу (комуна)
Мерашу (рум. Mărașu) — комуна у повіті Бреїла в Румунії. До складу комуни входять такі села (дані про населення за 2002 рік):
- Бендою (481 особа)
- Мегурень (682 особи)
- Мерашу (1100 осіб)
- Неделку
- Плопі (346 осіб)
- Цекеу (877 осіб)

Комуна розташована на відстані 154 км на схід від Бухареста, 47 км на південь від Бреїли, 91 км на північний захід від Констанци, 64 км на південь від Галаца.

## Населення
За даними перепису населення 2002 року у комуні проживали 3486 осіб, усі — румуни. Усі жителі комуни рідною мовою назвали румунську. За віросповіданням усі жителі комуни — православні.